# 일본 황실 궁가 목록
일본 황실 궁가의 목록이다.

## 현재 존재하는 궁가
| 궁가           | 현 당주                | 창설                           | 창설자                                           | 현 인원수 | 비고   |
| -------------- | ---------------------- | ------------------------------ | ------------------------------------------------ | --------- | ------ |
| 아키시노노미야 | 후미히토 친왕          | 1990년 (헤이세이 2년) 6월 29일 | 상황 (125대 천황 아키히토)의 황2자 후미히토 친왕 | 4명       | 직궁가 |
| 히타치노미야   | 마사히토 친왕          | 1964년 (쇼와 39년) 9월 30일    | 쇼와 천황 황2자 마사히토 친왕)                   | 2명       | 직궁가 |
| 미카사노미야   | 타카히토 친왕비 유리코 | 1935년 (쇼와 10년) 12월 2일    | 다이쇼 천황 황4남 타카히토 친왕                  | 4명       | 직궁가 |
| 타카마도노미야 | 노리히토 친왕비 히사코 | 1984년 (쇼와 59년) 12월 6일    | 타카히토 친왕의 3남 노리히토 친왕                | 2명       |        |

## 과거에 존재 했던 궁가
| 궁가      | 궁가               | 창설   | 가조          | 가조의 친족관계                         | 비고                                                         | 직궁가 |
| 한자      | 읽는법             | 창설   | 가조          | 가조의 친족관계                         | 비고                                                         | 직궁가 |
| --------- | ------------------ | ------ | ------------- | --------------------------------------- | ------------------------------------------------------------ | ------ |
| 岩倉宮    | 이와쿠라노미야     | 1247년 | 타다나리 왕   | 준토쿠 천황의 황5남                     |                                                              | ○      |
| 四辻宮    | 요츠츠지노미야     | 1233년 | 요시무네 친왕 | 준토쿠 천황의 황6남                     | 세습친왕가의 시초. 1407년 이후로는 불명                      | ○      |
| 早田宮    | 하야타노미야       |        | 엔스케법친왕  | 고사가 천황의 황7남                     | 엔만인노미야(円満院宮)로도 불림                              | ○      |
| 五辻宮    | 이츠츠지노미야     |        | 모리요시 친왕 | 카메야마 천황의 황5남                   |                                                              | ○      |
| 常盤井宮  | 토키와이노미야     |        | 츠네아키 친왕 | 카메야마 천황의 황14남                  | 1552년 가계 단절                                             | ○      |
| 木寺宮    | 키데라노미야       |        | 쿠니요시 친왕 | 고니죠 천황의 황1자                     |                                                              | ○      |
| 花町宮    | 하나마치노미야     |        | 야스쿠니 친왕 | 고니죠 천황의 황2자                     |                                                              | ○      |
| 土御門宮  | 츠치미카도노미야   |        | 쿠니요 친왕   | 키데라노미야 쿠니요시 친왕의 차남       | 후에 야나기하라노미야로 개칭. 1442년 가계 단절               |        |
| 護聖院宮  | 고쇼인노미야       |        | 코레나리 친왕 | 고무라카미 천황의 황3자                 | 1432년 가계 단절                                             | ○      |
| 玉川宮    | 타마가와노미야     |        |               | 쵸케이 천황의 황자                      |                                                              | ○      |
| 小倉宮    | 오구라노미야       |        | 츠네아츠      | 고카메야마 천황의 황자                  | 1443년 가계 단절                                             | ○      |
| 小川宮    | 오가와노미야       | 1404년 |               | 고코마츠 천황의 황2자                   | 형은 쇼코 천황. 1425년 가계 단절                             |        |
| 八条宮    | 하치죠노미야       | 1589년 | 토시히토 친왕 | 오기마치 천황의 황1자                   | 1689년 가계 단절. 토키와이노미야로 계승                      | ○      |
| 有栖川宮  | 아리스가와노미야   | 1625년 | 요시히토 친왕 | 고요제이 천황의 황7자                   | 1923년 가계 단절. 타카마츠노미야가 제사를 계승               |        |
| 常磐井宮  | 토키와이노미야     | 1689년 | 사쿠노미야    | 레이겐 천황의 황10자                    | 하치죠노미야를 계승. 1692년 가계 단절. 쿄고쿠노미야로 계승   | ○      |
| 京極宮    | 쿄고쿠노미야       | 1696년 | 아야히토 친왕 | 레이겐 천황의 황7자                     | 토키와이노미야를 계승. 1770년 가계 단절. 카츠라노미야로 계승 | ○      |
| 桂宮      | 카츠라노미야       | 1810년 | 타케히토 친왕 | 코카쿠 천황의 황4자                     | 쿄고쿠노미야를 계승. 1881년 가계 단절                        | ○      |
| 聖護院宮  | 쇼고인노미야       | 1868년 | 요시코토 친왕 | 후시미노미야 쿠니이에 친왕의 차남       | 1870년에 키타시라카와노미야로 개칭.                          |        |
| 華頂宮    | 카쵸노미야         | 1868년 | 히로츠네 친왕 | 후시미노미야 쿠니이에 친왕의 12남       | 1924년 가계 단절. 카쵸 공작가가 제사를 계승                  |        |
| 東伏見宮① | 히가시후시미노미야 | 1870년 | 아키히토 친왕 | 후시미노미야 쿠니이에 친왕의 8남        | 1882년에 코마츠노미야로 개칭.                                |        |
| 小松宮    | 코마츠노미야       | 1882년 | 아키히토 친왕 | 후시미노미야 쿠니이에 친왕의 8남        | 1903년 가계 단절. 코마츠 후작가가 제사를 계승                |        |
| 伏見宮    | 후시미노미야       | 1456년 | 요시히토 친왕 | 스코 천황의 황1자                       | 1947년 황적이탈 (구황족)                                     | ○      |
| 閑院宮    | 칸인노미야         | 1718년 | 나오히토 친왕 | 히가시야마 천황의 황6자                 | 1947년 황적이탈 (구황족)                                     | ○      |
| 山階宮    | 야마시나노미야     | 1864년 | 아키라 친왕   | 후시미노미야 쿠니이에 친왕의 장남       | 1947년 황적이탈 (구황족)                                     |        |
| 北白川宮  | 키타시라카와노미야 | 1870년 | 사토나리 친왕 | 후시미노미야 쿠니이에 친왕의 13남       | 1947년 황적이탈 (구황족)                                     |        |
| 梨本宮    | 나시모토노미야     | 1871년 | 모리오사 친왕 | 후시미노미야 사다요시 친왕의 10남       | 1947년 황적이탈 (구황족)                                     |        |
| 久邇宮    | 쿠니노미야         | 1875년 | 아사히코 친왕 | 후시미노미야 쿠니이에 친왕의 4남        | 1947년 황적이탈 (구황족)                                     |        |
| 賀陽宮    | 카야노미야         | 1892년 | 쿠니노리 왕   | 쿠니노미야 아사히코 친왕의 차남         | 1947년 황적이탈 (구황족)                                     |        |
| 東伏見宮② | 히가시후시미노미야 | 1903년 | 요리히토 친왕 | 후시미노미야 쿠니이에 친왕의 17남       | 1947년 황적이탈 (구황족)                                     |        |
| 竹田宮    | 타케다노미야       | 1906년 | 츠네히사 왕   | 키타시라카와노미야 요시히사 친왕의 장남 | 1947년 황적이탈 (구황족)                                     |        |
| 朝香宮    | 아사카노미야       | 1906년 | 야스히코 왕   | 쿠니노미야 아사히코 친왕의 8남          | 1947년 황적이탈 (구황족)                                     |        |
| 東久邇宮  | 히가시쿠니노미야   | 1906년 | 나루히코 왕   | 쿠니노미야 아사히코 친왕의 9남          | 1947년 황적이탈 (구황족)                                     |        |
| 秩父宮    | 치치부노미야       | 1922년 | 야스히토 친왕 | 다이쇼 천황의 황2자                     | 1995년 가계 단절                                             | ○      |
| 高松宮    | 타카마츠노미야     | 1913년 | 노부히토 친왕 | 다이쇼 천황의 황3자                     | 2004년 가계 단절                                             | ○      |
| 桂宮      | 카츠라노미야       | 1988년 | 요시히토 친왕 | 미카사노미야 타카히토 친왕의 차남       | 2014년 가계 단절                                             |        |